# Leuctra cyrnea
Leuctra cyrnea is een steenvlieg uit de familie naaldsteenvliegen (Leuctridae). De wetenschappelijke naam van de soort is voor het eerst geldig gepubliceerd in 1965 door Consiglio & Giudicelli.